# Аварія в Горлівці (2013)
Аварія в Горлівці — техногенна катастрофа, що сталася 6 серпня 2013 року на заводі ПАТ «Концерн Стирол», який розташовано в місті Горлівка Донецької області, унаслідок чого відбувся викид аміаку в повітря. У результаті аварії шість осіб загинуло та постраждало 26 осіб, які звернулися за медичною допомогою, 25 із них було госпіталізовано.
Аварія стала наймасштабнішою на підприємствах хімічної промисловості України за роки незалежності.

## Напередодні аварії
ПАТ «Концерн Стирол» входить до холдингу Ostchem, який об'єднує підприємства азотної хімії Group DF. Місцеві жителі стверджують, що викиди аміаку відбуваються доволі часто.

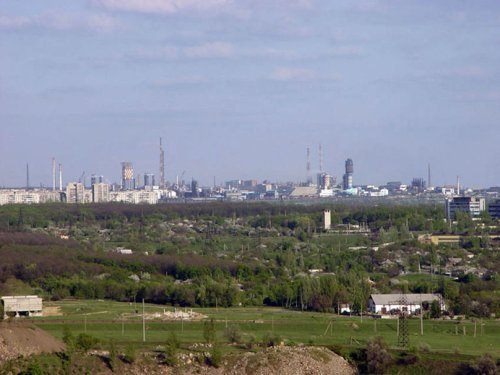
Загальний вигляд Концерну «Стирол» з боку Новогорлівки

26 травня 2013 року на заводі сталася пожежа в цеху компресії аміаку, внаслідок якої було знищено 100 м² перекриття будівлі та пошкоджено компресор. Пожежу було ліквідовано протягом 1,5 години.

## Аварія
6 серпня 2013 року близько 14-ї години під час капітального ремонту заводу № 1 на міжцеховому аміачному колекторі сталася розгерметизація трубопроводу рідкого аміаку діаметром 150 мм і робочим тиском 12 атмосфер, і стався викид газу аміаку, а над заводом з'явилась біла хмара, яка швидко поширювалась.
На момент аварії в цеху перебувало близько 100 осіб.
За словами очевидців, після аварії в цеху почалась паніка, люди бігли хаотично, не встигали одягнути протигази, які були розраховані лише на 5 хвилин дихання. За твердженням одного з постраждалих протигазів на всіх не вистачило, а необхідного запасу на випадок надзвичайної ситуації на заводі немає.
Аварійно-рятувальна служба концерну упродовж 20—30 хвилин ліквідувала поломку, яка стала причиною викиду. Працівників заводу вивезли у безпечне місце на вантажівках, для чого знадобилось кілька поїздок.
Внаслідок аварії в повітря потрапило 600 кг аміаку.

## Наслідки

### Жертви аварії
За першою інформацією загинуло 2 осіб і ще троє постраждали Пізніше стало відомо, що внаслідок аварії загинуло п'ятеро осіб, а кількість постраждалих становила від 9 до 11 осіб. Загинули бригадир-монтажник, 3 монтажники та електрогазозварник
Згодом стало відомо, що постраждало 20 осіб, які були госпіталізовані до двох міських лікарень, оскільки отруїлися випарами аміаку та отримали опіки дихальних шляхів.
Загалом за медичною допомогою того дня звернулись 23 особи, 22 із яких було госпіталізовані до двох міських лікарень (№ 2 та № 3) м. Горлівки. Згодом п'ятьох осіб було переведено на лікування до Донецького обласного клінічного територіального медичного об'єднання ім. Калініна. Водночас Голова Донецької ОДА Андрій Шишацький повідомив про 21-ну госпіталізовану особу.
Наступного дня за медичною допомогою звернулось ще 2 працівників заводу, яких госпіталізували до лікарні, а ще один робітник одержує медичну допомогу амбулаторно — таким чином загальна кількість потерплих досягла двадцяти п'яти, а стан одного з госпіталізованих раніше погіршився, і його було переведено до реанімації.
Надвечір 7 серпня загальна кількість постраждалих зросла до двадцяти шести: було госпіталізовано ще одну особу.
Вранці 8 серпня у Горлівській лікарні помер робітник, який перебував у важкому стані, і загальна кількість загиблих зросла до шести осіб. Усіх інших постраждалих було переведено до лікарень Донецька
Водночас серед жителів міста Горлівки не було звернень за медичною допомогою через отруєння аміаком, хоча одна з жительок Горлівки пов'язує смерть своєї двомісячної дитини 7 серпня із викидом, що трапився на «Стиролі» напередодні.

### Екологічна ситуація
У місті в перші години після аварії відчувався неприємний аміачний запах, а люди намагались якомога швидше залишити вулиці та зачиняли вікна, офіційної інформації не було, відомості поширювалась через сарафанне радіо та інтернет.
Згодом управління цивільного захисту населення Горлівської міської ради оприлюднило інформацію, що аварія не становить загрози для населення, пізніше Горлівська санітарно-епідеміологічна станція підтвердила, що гранично допустимі концентрації аміаку в повітрі за 500 та 1000 метрів від заводу не перевищено.

## Розслідування
На місце аварії прибули прокурор Горлівки Олег Колеснік, а також слідчо-оперативна група. За попередніми даними, трапився розрив аміакопроводу. Розпочато кримінальне провадження за ч. 2 ст. 272 (порушення правил безпеки під час виконання робіт з підвищеною небезпекою) КК України. Прокуратура Горлівки здійснює процесуальне керівництво ходом досудового розслідування. Максимальне покарання за цією статтею становить вісім років тюрми. 
У день аварії Олег Колеснік заявив, що розглядаються 2 її причини: людський фактор або порушення якогось технологічного процесу, але про це говорити наразі зарано. Аналогічні причині аварії назвав і голова Державної служби з надзвичайних ситуацій Михайло Болотських, додавши, що загрози населенню немає, так само як немає й екологічної катастрофи. За словами міністра екології та природних ресурсів Олега Проскурякова перші висновки комісії щодо причин аварії на заводі «Стирол» стануть відомі вже до кінця тижня.
Після аварії до Горлівки виїхали віцепрем'єр Юрій Бойко й міністр екології та природних ресурсів Олег Проскуряков, заступник генпрокурора Анатолій Пришко, а також представники МВС і СБУ, а також знаходиться на контролі у Президента України Віктора Януковича.
Під час огляду трубопроводу було виявлено тріщину довжиною 10 сантиметрів, через яку й відбувся витік аміаку. Також сформульовано 3 основні версії причини аварії: неправильна експлуатація обладнання, порушення правил безпеки або людська недбалість. Окрім того, підприємство не відразу сповістило відповідні органи про аварію на виробництві, зокрема Державну службу з надзвичайних ситуацій і екологічну інспекцію Донецької області.
На думку власника заводу Дмитра Фірташа, причиною аварії став винятково технологічний чинник (спрацьованість металу аміакопроводу, який згідно з нормативами слід було перевіряти 2014 року), а в робітників, які перебували в зоні ураження, шансів врятуватися не було.

## Реакція
Президент України Віктор Янукович висловив співчуття сім'ям загиблих і доручив уряду забезпечити постраждалих усім необхідним та вжити заходів щодо підвищення безпеки на промислових підприємствах України.
Прем'єр-міністр України Микола Азаров заявив, що усі постраждалі отримають допомогу, а міністр соціальної політики Наталія Королевська вирушить до Горлівки для з'ясування причин аварії, після чого окреме засідання Кабінету Міністрів буде присвячене цьому питанню.
Голова Донецької ОДА Андрій Шишацький заявив, що приводів до паніки немає, оскільки допустиму концентрацію аміаку не перевищено, і аварія не позначиться на роботі заводу.
Віцепрем'єр міністр Юрій Бойко висловив думку про необхідність розробки нового технічного регламенту роботи підприємств підвищеної небезпеки та їх взаємодії з аварійно-рятувальними та іншими службами.
Власник «Group DF», до складу якого входить концерн «Стирол», Дмитро Фірташ висловив співчуття сім'ям загиблим та заявив, що сім'я загиблих буде виплачено по мільйону гривень, буде оплачено лікування та реабілітацію всіх постраждалих, а також буде оплачено навчання їх дітей у професійних і вищих навчальних закладах.
Виконавчий комітет Горлівської міської ради оголосив 8 серпня днем жалоби у місті.